# Miscophus
Miscophus ist eine Gattung der Grabwespen (Spheciformes) aus der Familie Crabronidae. Weltweit sind 150 Arten bekannt, die vor allem in der Alten Welt, insbesondere im Mittelmeerraum, verbreitet sind. In Europa kommen 48 Arten vor.

## Merkmale
Die kleinen, häufig dunkel gefärbten Grabwespen haben kurze Flügel und verhältnismäßig große Köpfe. Die Tiere haben zwei Submarginalzellen, die zweite ist gestielt. Die Arten können teilweise nur schwer voneinander unterschieden werden.

## Lebensweise
Die Weibchen legen ihre Nester in losem Sand an. Am Ende eines nur zwei bis fünf Zentimeter tiefen Gangs befindet sich in der Regel nur eine Zelle. Die Brut wird mit mehreren kleinen Spinnen versorgt, die einzelnen Arten sind dabei auf bestimmte Artengruppen der Beutetiere spezialisiert. Das Nest wird beim Ausfliegen entweder verschlossen oder offen gelassen. Die Beute wird im Flug zum Nest transportiert, wobei die Vorderbeine mit den Mandibeln gepackt werden. Das letzte Stück zum Nest wird gehend zurückgelegt, dabei werden nur kurze Flugsprünge vollführt. Nicht selten werden der Beute mehrere Beine abgebissen. Die Eiablage erfolgt auf dem letzten Beutetier.
Die Imagines sind sehr aktiv und laufen am Boden ähnlich wie Wegwespen sehr flink umher.

## Arten (Europa)
- Miscophus absconditus de Andrade 1960
- Miscophus aegyptius Morice 1897
- Miscophus akrofisianus Balthasar 1954
- Miscophus albomaculatus de Andrade 1960
- Miscophus albufeirae de Andrade 1952
- Miscophus andradei P. Verhoeff 1955
- Miscophus ater Lepeletier 1845
- Miscophus belveriensis de Andrade 1960
- Miscophus benidormicus P. Verhoeff 1955
- Miscophus bicolor Jurine 1807
- Miscophus bonifaciensis Ferton 1896
- Miscophus canariensis Beaumont 1968
- Miscophus caninus de Andrade 1953
- Miscophus concolor Dahlbom 1844
- Miscophus corsicus de Andrade 1960
- Miscophus deserti Berland 1943
- Miscophus eatoni E. Saunders 1903
- Miscophus gineri P. Verhoeff 1955
- Miscophus guichardi Beaumont 1968
- Miscophus helveticus Kohl 1883
- Miscophus histrionicus Balthasar 1954
- Miscophus insolitus de Andrade 1953
- Miscophus insulicola Balthasar 1954
- Miscophus italicus A. Costa 1867
- Miscophus levantinus Balthasar 1954
- Miscophus luctuosus de Andrade 1960
- Miscophus lusitanicus de Andrade 1952
- Miscophus mavromoustakisi de Andrade 1953
- Miscophus merceti de Andrade 1943
- Miscophus minutus de Andrade 1953
- Miscophus nevesi de Andrade 1952
- Miscophus nicolai Ferton 1896
- Miscophus niger Dahlbom 1844
- Miscophus nitidior Beaumont 1968
- Miscophus othello Balthasar 1954
- Miscophus portoi de Andrade 1956
- Miscophus postumus Bischoff 1921
- Miscophus pretiosus Kohl 1884
- Miscophus primogeniti de Andrade 1954
- Miscophus pseudomimeticus de Andrade 1960
- Miscophus pulcher de Andrade 1953
- Miscophus spurius Dahlbom 1832
- Miscophus susterai Balthasar 1954
- Miscophus temperatus Balthasar 1954
- Miscophus unigea Balthasar 1954
- Miscophus verhoeffi de Andrade 1952
- Miscophus yermasoyensis Balthasar 1954
- Miscophus zakakiensis Balthasar 1954

## Belege